# François Emmanuel Dehaies, dit de Montigny
François Emmanuel Dehaies de Montigny, né le 7 août 1743 à Versailles et mort le 27 juin 1819 à Paris, est un officier et diplomate français, actif sous les règnes de Louis XV et de Louis XVI, ainsi que de Napoléon Bonaparte. Il fait une bonne part de sa carrière en Inde.
Entré dans l'armée comme ingénieur militaire (1764), il sert d'abord en France. Chargé en 1776 d'une mission auprès du Grand Moghol en Inde (1777-1779), il est promu colonel en 1778. Une deuxième mission en Inde commence en 1781. Il est nommé gouverneur de Chandernagor en 1788. Arrêté au début de la Révolution (1789), il est délivré par les Anglais.
Il est promu général de brigade au début du Consulat (1800) et renvoyé en Inde en 1803. Mais il est obligé de se réfugier dans les îles françaises de l'océan Indien, où il est fait prisonnier par les Anglais en 1810. Libéré en 1811, il rentre en France et prend sa retraite en 1813.

## Biographie

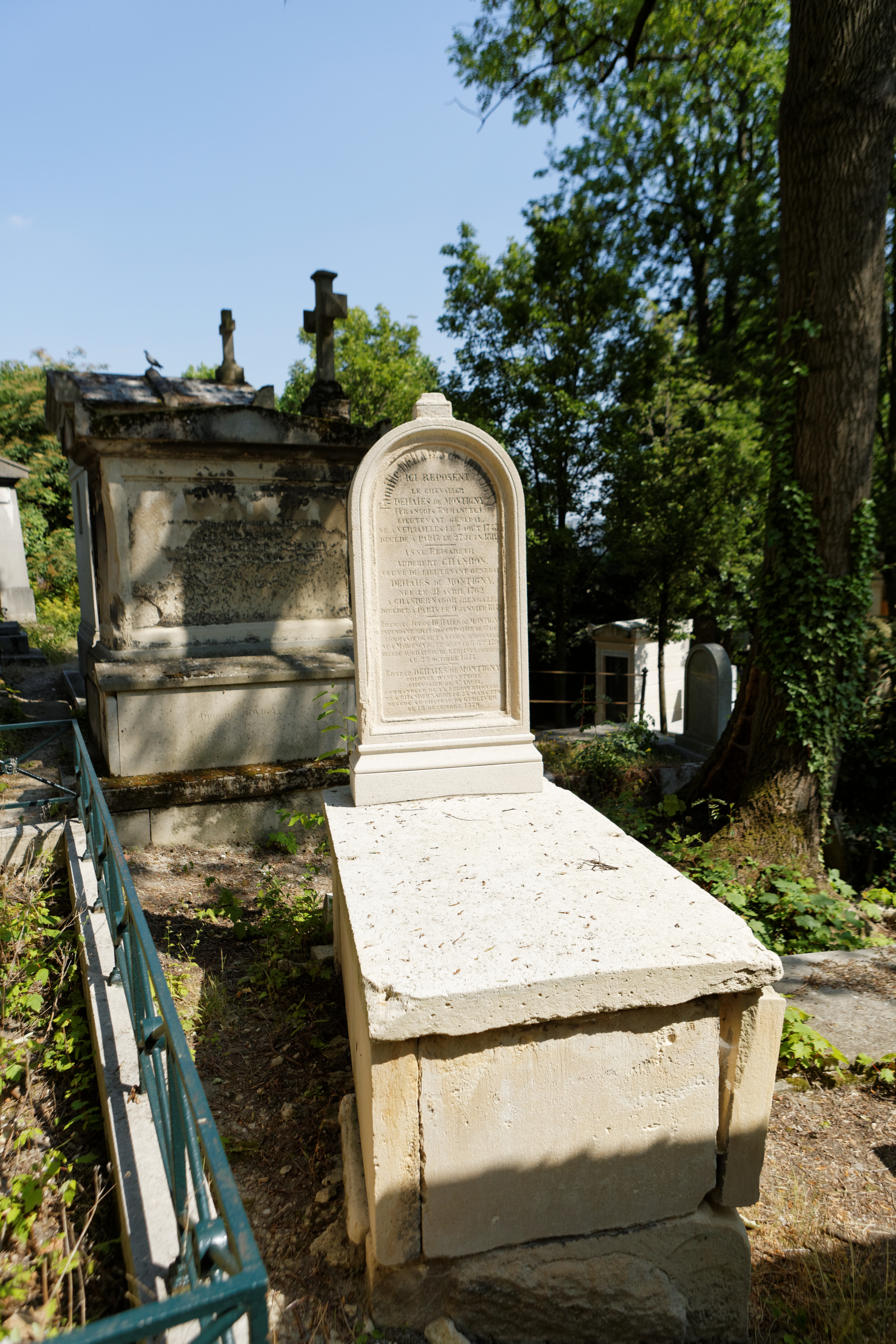
Tombe au cimetière du Père-Lachaise.

### Origines familiales et formation
Il est le fils de Jean-Baptiste Dehaies de Montigny[réf. nécessaire], marchand de bois, et de Marie Jeanne Martin.

### Débuts sous l'Ancien Régime (1764-1776)
D'abord ingénieur militaire (1764), il entre le 2 août 1768 dans le régiment de Médoc-infanterie avec le grade de sous-lieutenant. Il fait la guerre en Corse en 1768 et 1769.
Le 17 juin 1770, il devient lieutenant et est affecté à l'état-major du général Pierre Joseph de Bourcet, directeur général de l'arme du génie. Promu capitaine le 4 mars 1772 dans la 9e régiment de chasseurs à cheval (légion de Lorraine[réf. nécessaire]), il participe à des reconnaissances aux frontières dans les Alpes (duché de Savoie), en Flandre et en Artois (Pays-Bas autrichiens).

### Missions en Inde (1776-1789)
Le 28 janvier 1776, il est affecté dans la marine avec le grade de major et le gouvernement lui confie une mission en Inde
Passant par Vienne, Constantinople, l’Égypte et la mer Rouge, il arrive ensuite à Delhi puis se rend à Souhna, terme de sa mission.
Il est promu colonel le 3 septembre 1778. De retour en France en 1779, il est fait chevalier de Saint-Louis.
Louis XVI le renvoie en Inde en 1781 avec de nouvelles instructions pour la cour des Mahrattes. Il réside à Pounah jusqu’en 1788, comblé d’honneurs et de distinctions. Il reçoit notamment de l’empereur moghol Shah Alam II le titre de nabab.
En 1788, il est nommé gouverneur de Chandernagor et des autres possessions françaises au Bengale. Là, il se signale par son zèle et son désintéressement, trouvant, sous sa seule garantie, des ressources de toutes espèces[réf. nécessaire] qui soutiennent les établissements français de l'Inde.

### Carrière sous la Révolution (juillet 1789-novembre 1799)
Au moment de la Révolution, il est arrêté par ceux dont il a réprimé les abus dans les établissements[réf. nécessaire] et incarcéré. Un peu plus tard, il est libéré par les Anglais sur les ordres du gouverneur du Bengale Charles Cornwallis et conduit à Calcutta.
De retour à Paris en 1791[réf. nécessaire], il reste sans emploi.

### Carrière sous le Consulat et l'Empire (novembre 1799-avril 1814)
Il est promu général de brigade le 11 avril 1800, cinq mois après le coup d'État du 18 Brumaire (9 novembre 1799) qui place le général Bonaparte au poste de Premier Consul.
En 1803, Bonaparte le renvoie à Chandernagor, au moment où la France a rétabli la paix avec la Grande-Bratagne, mais du fait de la rupture du traité d’Amiens, il est obligé de se retirer dans l'océan Indien, où la France conserve l'île de France (Maurice) et l'île Bourbon (la Réunion). Il est fait chevalier de la Légion d’honneur le 25 mars 1804.
Il est encore dans l'océan Indien jusqu’au moment de la conquête des colonies françaises par les Anglais (8 juillet 1810). Fait alors prisonnier par les Anglais, il n’obtient sa liberation que seize mois plus tard. Il rentre en France au mois de novembre 1811 et est mis à la disposition du ministre de la guerre (15 décembre 1811).
Devenu aveugle, il est admis à la retraite le 18 février 1812 et est fait chevalier de l’Empire le 12 avril 1813.

### Carrière sous la Restauration (1814-1830)
Le roi Louis XVIII le promeut général de division le 17 décembre 1817.

### Mort et funérailles
Mort le 27 juin 1819 à Paris, il est inhumé au cimetière du Père-Lachaise où son tombeau est aujourd'hui entretenu aux frais de l'école de Kerliver.

## Mariage et descendance
Marié avec Anne Audebert de Chambron, il a deux fils, tous deux devenus officiers :
- Emmanuel Ernest Dehaies de Montigny, né le 23 mars 1790 à Chandernagor et mort âgé de 89 ans le 18 décembre 1879 à Hanvec[12] (colonel au 69e régiment de ligne, surnommé à Hanvec « le nabab de Kerliver »).
- François Jules Dehaies de Montigny, né le 8 octobre 1792 à Margency (Val-d'Oise) et mort âgé de 82 ans le 23 octobre 1874 à Hanvec (capitaine au 49e de ligne, sous-intendant militaire de première classe à Paris en 1839, intendant militaire à la 14e division militaire (Nantes) en 1849);

Tous deux passent leur retraite au château de Kerliver à Hanvec (Finistère) et sont inhumés dans le caveau familial du cimetière du Père-Lachaise.

## Le fonds Dehaies de Montigny (Archives départementales du Finistère)
Le fonds Dehaies de Montigny, conservé aux Archives départementales du Finistère, contient de nombreux documents concernant toutes les phases de sa carrière.
On y trouve des mémoires adressés au gouvernement, notamment sur la navigation sur la mer Rouge, l'empire du Grand Mogol, l'Hindoustan et Ceylan, l'opium, l'armée d'Égypte, ainsi qu'un album de cartes et de plans.